# Alfred Dunhill Links Championship
Het Alfred Dunhill Links Championship is een toernooi van de Europese PGA Tour. Het wordt in Schotland gespeeld op drie banen: St Andrews Links, Carnoustie en Kingsbarns.
Het toernooi is geen gewoon 'Open' maar een Pro-Am, waarbij de teams bestaan uit een professional en een amateur. Ieder team speelt een ronde op iedere baan. Daarna is er een cut, waarna de beste 60 professionals en de 20 beste teams op St Andrews de laatste ronde spelen.
De eerste editie vond plaats in 2001, nadat de Alfred Dunhill Cup voor de laatste keer was gespeeld.
Veel amateurs zijn bekende personen zoals Boris Becker, Nigel Mansell en Michael Douglas. In de Verenigde Staten wordt een dergelijk evenement georganiseerd, de AT&T Pebble Beach National Pro-Am.

## Winnaars
| Jaar                              | Winnaar                       | Score                         | Score                         | Pro-Am Winnaars                      |                               |
| Dunhill Links Championship        | Dunhill Links Championship    | Dunhill Links Championship    | Dunhill Links Championship    | Dunhill Links Championship           |                               |
| --------------------------------- | ----------------------------- | ----------------------------- | ----------------------------- | ------------------------------------ | ----------------------------- |
| 2001                              | Paul Lawrie                   | 270                           | -18                           | Brett Rumford & Chris Peacock        |                               |
| 2002                              | Pádraig Harrington PO         | 269                           | -19                           | Pádraig Harrington & J.P. McManus    |                               |
| 2003                              | Lee Westwood                  | 267                           | -21                           | Sam Torrance & Daniel Torrance       |                               |
| 2004                              | Stephen Gallacher PO          | 269                           | -19                           | Fred Couples & Craig Heatley         |                               |
| Alfred Dunhill Links Championship |                               |                               |                               |                                      |                               |
| 2005                              | Colin Montgomerie             | 279                           | -9                            | Henrik Stenson & Rurik Gobel         |                               |
| 2006                              | Pádraig Harrington            | 271                           | -16                           | Pádraig Harrington & J.P. McManus    |                               |
| 2007                              | Nick Dougherty                | 270                           | -18                           | Scott Strange & Robert Coe           |                               |
| 2008                              | Robert Karlsson PO            | 278                           | -10                           | John Bickerton & Bruce Watson        |                               |
| 2009                              | Simon Dyson                   | 268                           | -20                           | Søren Hansen & Kieran McManus        |                               |
| 2010                              | Martin Kaymer                 | 288                           | -6                            | Robert Karlsson & Dermot Desmond     |                               |
| 2011                              | Michael Hoey                  | 264                           | -24                           | Nick Dougherty & Chris Evans         |                               |
| 2012                              | Branden Grace                 | 266                           | -22                           | Alexander Norén & Ernesto Bertarelli |                               |
| 2013                              | David Howell                  | 265                           | -23                           | Thomas Levet & David Sayer           |                               |
| 2014                              | Oliver Wilson                 | 271                           | -17                           | Peter Lawrie & Kieran McManus        |                               |
| 2015                              | Thorbjørn Olesen              | 270                           | -18                           | Florian Fritsch & Michael Ballack    |                               |
| 2016                              | Tyrrell Hatton                | 265                           | -23                           | Danny Willett & Jonathan Smart       |                               |
| 2017                              | Tyrrell Hatton                | 264                           | -24                           | Jamie Donaldson & Kieran McManus     |                               |
| 2018                              | Lucas Bjerregaard             | 273                           | -15                           | Li Haotong & Allen Zhang             |                               |
| 2019                              | Victor Perez                  | 273                           | -15                           | Tommy Fleetwood & Ogden Phipps       |                               |
| 2020                              | Afgelast omwille van COVID-19 | Afgelast omwille van COVID-19 | Afgelast omwille van COVID-19 | Afgelast omwille van COVID-19        | Afgelast omwille van COVID-19 |
| 2021                              | Danny Willett                 | 270                           | -18                           | Tyrrell Hatton & Joakim Lagergren    |                               |
| 2022                              | Ryan Fox                      | 273                           | -15                           | Alex Norén & Callum Shinkwin         |                               |

 PO  = play-off